# Lunarno vozilo
Lunarno vozilo (izvirno angleško Lunar rover ali LRV) je vozilo, ki je bilo načrtovano in uporabljeno za vožnjo po Luni. S strani NASE je bilo izdelanih več tovrstnih vozil, ki so jih različni lunarni moduli programa Apollo pripeljali na Luno. Sovjetsko lunarno robotsko vozilo se imenuje Lunohod.
Enega izmed ameriških lunarnih vozil je na dražbi kupil filmski igralec Sean Connery.